# Angelo Volpato
Angelo Volpato (Azzano San Paolo, 7 giugno 1943 – 4 luglio 2019) è stato un calciatore e allenatore di calcio italiano, di ruolo centrocampista.

## Carriera

### Giocatore
Esordì sedicenne nella Seconda Categoria 1959-60, nell'Azzanese di Azzano San Paolo. Acquistato dal Varese, fu utilizzato dai biancorossi anche nella squadra giovanile "De Martino". Esordì in Serie C nella partita del 5 febbraio 1961 Varese-Savona 2-0 (2 gol del bergamasco Alberto Valsecchi), ottenendo con la squadra lombarda una promozione in Serie B (1962-63) e una in A (1963-64), debuttando poi nel massimo campionato nel 1964-65.

Volpato (accosciato, secondo da sinistra) nell'Alessandria della stagione 1974-1975

Trascorse poi una stagione da rincalzo al Torino (3 sole presenze nel campionato 1966-1967). Malgrado l'esperienza dei Giochi del Mediterraneo con la Nazionale B rimase in dubbio se accettare il trasferimento all'Atalanta oppure andare ai granata. Qui il direttore tecnico Nereo Rocco e l'allenatore Marino Bergamasco preferirono a lui giocatori di maggiore esperienza.
Passò quindi al Catania, divenendo titolare dei rossazzurri per sei stagioni e conquistando una promozione in Serie A nella stagione 1969-70. Chiuse la carriera professionistica nell'Alessandria, con cui vinse un campionato di C nel 1973-74.
In carriera ha totalizzato complessivamente 40 presenze e 3 reti in Serie A e 167 presenze e 12 reti in Serie B.

### Allenatore
Allenò poi nelle serie minori il Lecco e il Darfo Boario. Fu esonerato una sola volta, al secondo anno a Darfo, alla quarta partita di campionato contro il Bassano Virtus. In seguito, in tutte le squadre dove è stato assunto per portarle in salvo, ha sempre centrato l'obiettivo.

## Palmarès

### Giocatore

#### Competizioni nazionali
- Campionato italiano di Serie B: 1

Varese: 1963-1964
- Campionato italiano Serie C: 2

Varese: 1962-1963 (girone A)
Alessandria: 1973-1974 (girone A)

### Allenatore

#### Competizioni regionali
- Promozione: 1

Merate: 2000-2001